# Air Force Officer Training School

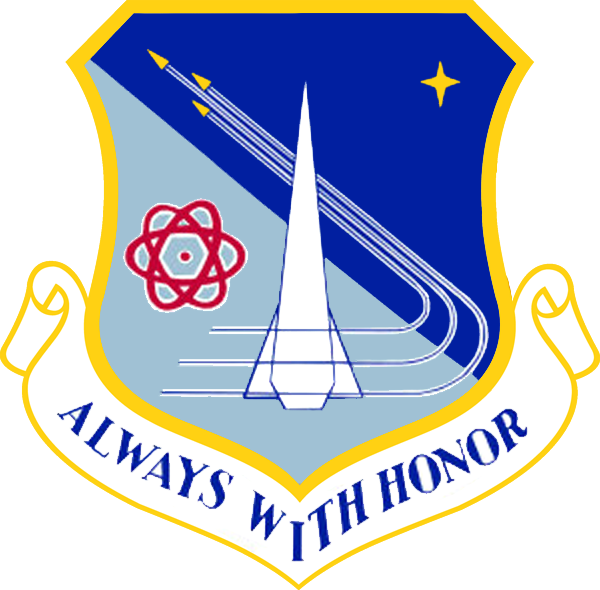
Stemma Officer Training School

La Air Force Officer Training School (OTS) è un programma per la formazione di ufficiali USAF con sede presso Maxwell Air Force Base a Montgomery (Alabama). È de facto l'attuale programma Officer Candidate School (OCS) per la U.S. Air Force, analogo ai programmi OCS gestiti dagli altri rami delle forze armate USA.

## Sguardo d'insieme
La Officer Training School fa parte del Jeanne M. Holm Center for Officer Accession and Citizen Development, in precedenza Air Force Officer Accession and Training Schools (AFOATS). Tale centro prende il nome dal maggior generale Jeanne M. Holm, e fa capo alla Air University (AU), a sua volta dipendente dallo Air Education and Training Command (AETC), un Major Command (MAJCOM) dell'Air Force.
Oltre all'OTS, l'Holm Center presiede al programma di "prereclutamento ufficiali" rivolto alle università USA dello Air Force Reserve Officer Training Corps (AFROTC), al programma di sviluppo civico per le high school USA dell'Air Force Junior Reserve Officer Training Corps (AFJROTC), e per quanto riguarda l'intera Civil Air Patrol, sia il programma per i membri adulti come U.S. Air Force Auxiliary (dedito alla ricerca e soccorso e ad altri servizi di emergenza e sostegno per le calamità), sia il programma divulgativo-educativo-civico in materia aerospaziale per i cadetti (simile al programma cadetti dell'AFJROTC) attraverso l'attività del suo HQ-CAP USAF (direzione militare della Civil Air Patrol).
Con riferimento al 2018, comandante dell'Holm Center (Holm/CC) è il brigadier generale Billy D. Thompson, USAF e comandante dell'OTS (OTS/CMDT) è il colonnello Peter G. Bailey, USAF.
In tempo di pace l'OTS è di solito la più piccola "sorgente di ufficiali" dell'USAF, poiché ne crea annualmente meno di AFROTC e United States Air Force Academy (USAFA). Però quando l'USAF ne ha bisogno ha la possibilità di intensificare, superando la "produzione" annuale di USAFA e AFROTC messe assieme. Dati i suoi più brevi "tempi di lavorazione" per ottenere un ufficiale (attualmente 9 settimane contro il tipico processo formativo di 4 anni per i cadetti di USAFA e AFROTC), l'OTS è lo strumento per adattare l'organico degli ufficiali USAF alle esigenze contingenti di quella forza armata.
Il numero di ufficiali nominati attraverso l'OTS varia notevolmente, perlopiù in funzione di quanti se ne diplomano attraverso USAF Academy e AFROTC, e l'OTS è il primo posto in cui l'Air Force "taglia" quando nelle altre due fonti si registra un'abbondanza di cadetti. Ciò premesso, le nomine di OTS hanno spesso superato quelle dell'USAFA nei momenti di conflitto, ad esempio durante la Guerra del Vietnam negli anni 1960 e primi 1970 o durante il riarmo di Reagan negli anni 1980. Di converso, può essere difficile entrare all'OTS negli anni di contrazione delle spese militari in generale e verso l'Air Force in particolare, come il periodo dalla metà anni 1970 seguito alla fine della Guerra in Vietnam, con le relative riduzioni di organico e strutture USAF, o l'era post guerra fredda con gli associati tagli alla difesa nella prima metà degli anni 1990. Durante questi periodi di riduzione, l'OTS nomina meno ufficiali, rendendo la selezione per il programma OTS particolarmente difficile e competitiva per i diplomati dei college, specialmente per chi non abbia prima svolto servizio come militare di truppa, preferibilmente nell'USAF.

## Struttura
L'OTS si divide in due programmi paralleli:
Total Force Officer Training (TFOT) è il più tradizionale programma formativo di 8 settimane. In passato un programma di 13 settimane poi ridotto a 10, il rinominato percorso TFOT passò a un programma di 9 settimane nel 2014 e il sistema precedente di Officer Trainees (OT) — chiamati lower classmen nella prima parte del corso e upper classmen nell'ultima, in analogia ai loro colleghi di USAFA e AFROTC — fu eliminato. La durata fu ulteriormente limitata all'attuale programma di 8 settimane nel 2017 togliendo il Total Force Indoctrination Training (TFIT) dalla prima settimana di corso in cui i Military Training Instructors (MTIs) avrebbero insegnato le usanze e gli standard dell'Air Force oltre alle basi dell'addestramento formale e delle parate. Gli Officer Trainees furono inoltre rinominati Cadets nel 2015, ancora analogamente ad USAFA e AFROTC e richiamando il programma Aviation Cadet in attività nell'USAF e delle sue precedenti incarnazioni (ad esempio USAAS, USAAC, USAAF, ecc.) dal 1907 fino al 1965. Nel 2019, il corso è un programma di 9 settimane. Il TFOT è per i titolari di diploma quadriennale universitario o di college senza precedente esperienza di servizio militare (comunemente detti non-prior service), ed anche militari di truppa  Active Component., militari di truppa Air Force Reserve, militari di truppa Air National Guard ed ex personale di truppa di ciascuna delle cinque forze armate USA con diploma di college di livello baccalaureato o superiore che desiderano diventare ufficiali Air Force. Il TFOT forma tutti i line officer della Active Component e della Reserve Component esclusi i judge advocate.
Commissioned Officer Training (COT) è un programma di 5 settimane, orientato a possessori di titoli professionalizzanti (ad esempio medici, avvocati, cappellani, oltre a infermieri con diploma universitario) che vengono direttamente immessi nei ruoli ufficiali USAF. Il COT viene seguito da tutti gli ufficiali, diversi dai line officer, di Regular Air Force, Air Force Reserve e Air National Guard, e dai judge advocate che non abbiano precedentemente prestato servizio come line officer in altri campi di carriera o che non erano stati nominati attraverso USAFA e AFROTC.
Gli aspiranti interessati all'OTS tipicamente contattano i selezionatori Air Force specializzati nell'arruolamento di ufficiali (e non di personale di truppa). I selezionatori esamineranno i candidati, forniranno i dettagli della candidatura e programmeranno i candidati per l'Air Force Officer Qualifying Test (AFOQT). L'AFOQT si compone di numerose batterie di test per valutare le doti matematiche, verbali, ed analitiche, oltre a misurare le potenzialità di ufficiale pilota/ufficiale navigatore per i candidati che aspirano all posizioni di ufficiale con qualifica aeronautica. I punteggi AFOQT, la valutazione scolastica del college, le valutazioni di prestazione come previo servizio di militare di truppa se si tratta di militare in servizio o in congedo, e, se applicabili, le precedenti abilitazioni come pilota civile FAA o come aviatore dello U.S. Army, avranno tutti rilievo nel processo di selezione, anche se in esso si cerca di impiegare un approccio composito o "olistico".
Gli aspiranti OTS avranno l'opportunità di abbracciare i campi di carriera nell'Air Force che corrispondono alle competenze degli aspiranti e/o ai loro desideri e faranno un colloquio con ufficiali Air Force in servizio attivo, oltre ad una visita medica per stabilire se siano più idonei a mansioni di volo o ad altre. Gli aspiranti saranno poi valutati da una commissione di selezione centralizzata, periodica, gestita dall'Air Force Recruiting Service, una componente dell'Air Education and Training Command. I candidati saranno informati dal loro selezionatore sull'accettazione o rifiuto prima che la commissione pubblichi i risultati.
Se non già appartenenti al personale di truppa in servizio attivo nelle forze armate, i selezionati per l'OTS saranno successivamente arruolati nella Air Force Reserve attraverso il Delayed Enlistment Program e saranno assegnati ad una data di inizio corso OTS. I diplomati di college non-prior service saranno arruolati con il grado di Airman 1st Class (E-3) mentre il personale con previa esperienza militare verrà arruolato nel suo inquadramento superiore o in quello superiore. Dopo l'arrivo all'OTS, tutto il personale verrà promosso al pay grade E-5 (se non già inquadrato con una posizione superiore), ma manterrà il grado di Cadet contrapposto a USAF Staff Sergesant.
L'OTS è molto competitiva, con tassi di selezione che cambiano in funzione delle necessità dell'Air Force. Ad esempio, le commissioni istituite intorno al 2010-2012 avevano tassi di selezione nella fascia del 20% a causa di riduzioni di bilancio/riduzioni di organico per l'Air Force dell'epoca. Però, dal 2017, i tassi di selezione sono cresciuti alla fascia del 65% o superiore, riflettendo le accresciute esigenze di ufficiali in quella forza armata.

## Total Force Officer Training
Ai sensi dell'Air Force Instruction (AFI) 36-2013, il personale che partecipa al Total Force Officer Training deve avere un diploma di livello baccalaureato o superiore in materie tecniche o non tecniche. Le materie tecniche possono comprendere qualunque diploma di ingegneria accreditato ABET o altre materie assai richieste dall'Air Force. I diplomi tecnici sono più comuni, e quindi concorrere in quel campo significa esporsi a forte concorrenza. Gli aspiranti possono candidarsi per posizioni Line Officer of the Air Force (LAF) aeronautically rated o non-rated. Le posizioni rated sono collegate al volo — pilota, Combat Systems Officer (in precedenza detto Navigator), pilota UAV, o Air Battle Manager. Le posizioni non-rated ricadono in due categorie, non-rated operations, come missili, intelligence, spazio, cyber, o meteo, e non-rated support, come manutenzione di aerei, manutenzione di missili, logistica, ingegneria civile, forze di sicurezza, o comunicazioni.
Le aree di istruzione all'OTS comprendono usi e buone maniere militari, storia militare, tradizioni e cultura dell'Air Force, leadership, esercitazioni sul campo, addestramento formale, addestramento con le armi leggere, e combatives.
Le prime settimane di addestramento sono volte ad orientare il cadetto agli standard dell'Air Force. L'obiettivo è posto su educazione fisica, addestramento formale, e materie di studio. È previsto che i cadetti collaborino con i commilitoni di nucleo e di squadriglia per svolgere determinati compiti richiesti dal rispettivo Flight Commander e dal Cadet Wing. Dovranno pure frequentare numerosi corsi in ambiente accademico. in una fase successiva parteciperanno ad esercitazioni sul campo, progetti, addestramento con le armi leggere, e preparazione al lavoro di gruppo con il superamento di sfide in un ambiente di missione simulato.
Per conseguire il diploma, i cadetti devono eguagliare o superare parametri fisici, di studio, e di attitudine militare. L'attitudine militare è valutata sulla capacità di fare rapporto per iscritto e oralmente, guidare il nucleo, e assolvere compiti all'interno del Cadet Wing ("stormo cadetti").
Al termine della formazione, i diplomati OTS possono ricevere la nomina Regular o Reserve a sottotenente
della United States Air Force, dell'Air Force Reserve, o dell'Air National Guard, in conformità alla loro fonte originaria di accesso e al relativo contratto. I nuovi sottotenenti riceveranno il pay grade O-1, o O-1E se hanno svolto prima servizio come warrant officer o militare di truppa in qualunque ramo o componente delle forze armate USA per almeno 4 anni e 1 giorno. Se una qualunque parte del loro precedente servizio era stata in una componente di riserva e non aveva svolto servizio in uno stato di servizio attivo (active duty), i punti previdenziali maturati con il servizio di riserva non attivo possono essere usati per ottenere l'O-1E. Se la somma di validi giorni di servizio attivo e di punti per il servizio attivo raggiunge 1 460 (equivalenti ad esattamente 4 anni ed 1 giorno di servizio attivo e inattivo qualificanti), viene assegnato il pay grade O-1E, che è un pay level di ingresso significativamente più alto dell'O-1, e rimane più alto finché non si viene promossi a O-4.

## Commissioned Officer Training
COT è un corso di cinque settimane per professionisti che hanno ricevuto la nomina diretta ad ufficiali. Tipicamente, questi ufficiali possono avere diplomi quali MDiv, MD, DO, DPM, OD, DDS, DMD, PharmD, Physician Assistant PA-C PhD, PsyD, BSN o MSN, MSW, o JD, nel caso di cappellani, medici, assistenti medici, podoiatri, optometristi, dentisti, farmacisti, psicologi, infermieri, operatori sociali, e avvocati, rispettivamente. Spesso entrano in un grado avanzato, come First Lieutenant (O-2) e qualche volta come Captain (O-3) a ricompensa dei loro più alti livelli di istruzione, e, in alcuni casi, esperienza. Gli ufficiali possono essere nominati direttamente fino al grado di colonnello (O-6) se hanno il livello necessario di esperienza.
Con l'eccezione di quegli ufficiali che in precedenza erano stati nominati come line officer attraverso USAFA, AFROTC, e il programma BOT di OTS, o il programma Air Force Nurse di AFROTC, la maggior parte di cappellani, judge advocate general (per esempio, avvocati), e personale medico sono sottoposti al COT.
La Commissioned Officer Training (COT) ha il compito di far evolvere il personale medico, legale, e di cappellani in ufficiali professionali instillando carattere, conoscenze, e motivazione essenziale per prestare servizio nella United States Air Force. Il 23rd Training Squadron (23 TRS) eroga un corso Commissioned Officer Training di 23 giorni per instillare leadership e qualità da ufficiale nei nuovi ufficiali medici, legali e cappellani. Il 23 TRS svolge anche un programma di 13 giorni Reserve Commissioned Officer Training (RCOT) per gli ufficiali medici difficili da reclutare in Air Force Reserve ed Air National Guard.

## Storia dell'OTS
Quando l'Aviation Cadet (AvCad) Program si rivelò insufficiente a coprire il fabbisogno di ufficiali per il tempo di guerra, le United States Army Air Forces istituirono la Officer Candidate School (OCS) il 23 febbraio 1942 a Miami Beach (Florida), con la missione di addestrare e formare come ufficiali membri estratti dai ranghi di truppa.
L'OCS si trasferì al San Antonio Aviation Center (oggi Lackland AFB) in Texas, nel 1944, e nel settembre 1951 ricevette l'ulteriore missione di addestrare ufficiali direttamente traendoli dai civili.
L'OTS fu organizzata a Lackland AFB nel novembre 1959, con il primo corso OTS (60-A) composto di 89 allievi ufficiali, di cui 11 donne, che si diplomarono e furono nominati sottotenenti il 9 febbraio 1960. Il numero di diplomati OTS è stato variabile negli anni, dai 323 del primo anno al picco di 7 894 ufficiali nel 1967.
Con la costituzione dell'OTS, l'OCS dell'Air Force chiuse i battenti dopo aver completato l'ultimo corso nel giugno 1963. In concomitanza, l'Air Force iniziò pure a dismettere il suo diuturno Aviation Cadet (AvCad) Program a Lackland AFB. A differenza di OTS, AvCad era limitato ad aspiranti piloti e navigatori. Inoltre, gli allievi di AvCad dovevano superare l'addestramento da pilota o quello da navigatore prima di avere la nomina a Second Lieutenant. L'ultimo pilota AvCad fu nominato ufficiale nell'ottobre 1961 presso l'allora Reese AFB (Texas) e l'ultimo navigatore AvCad pese i gradi nel marzo 1965, presso l'allora James Connally AFB (Texas). L'OTS divenne allora l'unica organizzazione che addestrava futuri ufficiali Air Force a Lackland AFB.
Il 1 luglio 1993 l'Air Training Command (ATC) si fuse con l'Air University (AU) per formare il nuovo Air Education and Training Command (AETC), con l'Air University che diventava una Direct Reporting Unit (DRU) subordinata all'AETC. L'OTS, che all'origine dipendeva da ATC, e il ROTC dell'Air Force, che all'origine era soggetto all'AU, furono quindi riorganizzate alle dipendenze sia di AETC sia di AU.
Fino al 22 settembre 1993, l'Officer Training School si trovava al Medina Annex di Lackland AFB (Texas), con l'ultimo corso OTS (Class 93-06) che si diplomava lì in quella data. Durante la primavera e l'estate 1993, l'OTS gradualmente si trasferì a Maxwell AFB (Alabama), iniziando le attività in strutture provvisorie il 25 settembre 1993.
Storicamente, la USAF Academy era stata (e continua ad essere) diretta da un tenente generale e il ROTC dell'Air Force era stato guidato da un maggior generale o brigadier generale, mentre l'OTS era stata comandata da un colonnello. Nel febbraio 1997, con l'intento di ridurre la duplicazione dei lavori e di semplificare le procedure amministrative e di relazione in seno ad AU, AFROTC e OTS furono ricollocate in subordine ad una nuova organizzazione comprensiva, la Air Force Officer Accession and Training Schools (AFOATS). Con questa ristrutturazione, OTS e AFROTC furono poste sotto la leadership di singoli colonnelli USAF (AFJROTC e CAP furono analogamente posti sotto singoli colonnelli USAF), mentre la supervisione di un generale sia per OTS e per AFROTC, da dove escono tre quarti degli ufficiali Air Force, fu affidata ad un solo generale, il comandante AFOATS, un brigadier generale.
Alla fine degli anni 1990, un progetto di costruzione militare (MILCON) da 52 milioni di dollari cominciò costruire in un nuovo campus, specifico per la OTS, a Maxwell AFB per sostituire le strutture provvisorie inizialmente occupate alla fine del 1993. La maggior parte di questo progetto MILCON fu completata nel 2001 e tutti i progetti relativi al campus OTS di Maxwell AFB furono completati nel 2004. L'AFROTC, che in precedenza aveva svolto il suo programma estivo Field Training (FT) per i suoi cadetti degli anni accademici tra sophomore e junior presso varie basi dell'aviazione negli Stati Uniti, unificò pure il suo programma FT presso le strutture OTS presso Maxwell AFB verso il 2008.
Come parte di un'altra ristrutturazione organizzativa dell'UA, AFOATS è stata successivamente rinominata Jeanne M. Holm Center for Officer Accession and Citizen Development, pur mantenendo la supervisione di OTS, Air Force ROTC, Air Force Junior ROTC e Civil Air Patrol.